# Nordi Mukiele
Nordi Mukiele Mulere (født 1. november 1997) er en fransk professionel fodboldspiller, som spiller som højre-back for Premier League-klubben Sunderland.

## Klubkarriere

### Stade Laval
Mukiele gjorde sin professionelle debut hos Stade Laval i 2014, og blev hurtigt en etableret del af holdet.

### Montpellier
Mukiele skiftede i januar 2017 til Montpellier.

### RB Leipzig
Mukiele skiftede i juli 2018 til RB Leipzig. Han scorede sit første mål for klubben i et 2-1 nederlag til Werder Bremen den 18. maj 2019.

### Paris Saint-Germain
Mukiele skiftede i juli 2022 til Paris Saint-Germain.

#### Leje til Bayer Leverkusen
Mukiele vendte i august 2024 tilbage til Tyskland, da han blev lejet til Bayer Leverkusen for 2024-25 sæsonen.

### Sunderland
Mukiele skiftede i august 2025 til Sunderland på en permanent aftale.

## Landsholdskarriere

### Ungdomslandshold
Mukiele har repræsenteret Frankrig på flere ungdomsniveauer.

### Seniorlandshold
Mukiele fik debut for Frankrigs landshold den 7. september 2021.